# Hjalmar Eilif Emanuel Petersen
Hjalmar Eilif Emanuel Petersen (4. septembar, 1852 – 29. decembar, 1928) bio je norveški slikar.

## Biografija
Hjalmar Eilif Emanuel Petersen je rođen u Kristijaniji, danas Oslo, Norveška. Odrastao je u okolini Hegdehaugen u okrugu Frogner.
Pohađao je slikarsku školu Johan Fredrik Eckersberga u Oslu 1869. Dve godine kasnije je napustio Oslo zbog studija na Akademiji umetnosti u Kopenhagenu. Kasnije te godine se preselio u Karlsruhe. U jesen 1873. Petersen odlazi u Minhen, gde mu je predavao Vilhelm von Diez.
Prvi put se oženio 1879. sa Inger Birgit Sesil Nikolin Bah Ravn (1850-1882). Nakon njene smrti se oženio po drugi put 1888. godine sa Frederikom Magdalen ("Magda") Kiland (1855-1931), ćerkom poručnika Jakoba Kilanda (1825-1889).
Nekoliko puta je putovao po Francuskoj i Italiji. 1896. odlazi u Normandiju, gde je naslikao nekoliko pejzaža, a iz Francuske je zajedno sa porodicom otišao u Rim 1897. Ponovo posećuje Italiju 1903. godine i u blizini Đenove slika impresionističu Zimu na jugu. Nakon raspada unije između Švedske i Norveške 1905. godine, Petersenu je naručeno da dizajnira novi grb Norveške.
Kasnije je dosta putovao po Norveškoj gde je slikao pejzaže. Umro je 29. decembra 1928. godine u Lisakeru.

## Karijera
Svoj slikarski proboj Petersen je napravio u Minhenu sa istorijskom slikom Kristijan II potpisuje smrtnu kaznu Torben Oksa (1876). U Minhenu je takođe naslikao jedno od njegovih najvećih dela, oltarski kip Raspeće za Jovanovu crkvu u Oslu.
Petersen je poznat i po svojim portretima. U Minhenu je su nastali neki od najboljih od njegovih najboljih portreta, uglavnom njegovih prijatelja.
Na njega su prilično uticali smeđi tonovi Minhenske škole slikarstva. Međutim, Petersen je uskoro usvojio sve popularniji stil En plein air kada je putovao u Italiju 1879. godine. Oštar realizam je karakteristika njegovog velikog platna Via Montanara (1883) koje je naslikano u Rim.
Nakon smrti svoje prve žene 1882. godine, Petersen je posetio Skagen u Danskoj, zajedno sa grupom danskih, švedskih i norveških prijatelja umetnika, među kojima Majkl i Ana Anker, Kristijan Krog i drugi u leto 1883. godine. Tu je Petersen naslikao neke od svojih prvih evokativnih pejzaža, kao što je Letnje veče u Skagenu (1883). U leto 1884. godine Petersen je na malom ostrvu u fjordu Osla naslikao nekoliko verzija Letnje veče, Sando. Ova slika sa ženom koja sedi u prvom planu u kontempaltivnoj pozi će uticati na čuvenog norveškog slikara Edvarda Munka u njegovim kasnijem serijalu slika "Melanholija".
Tokom posete Veneciji 1885. godine, zajedno sa norveškom slikarom Fricom Taulovom, Petersen je naslikao neke od svojih impresionističkih slika, kao što su Canal Grande. Ove slike su nastale pod uticajem francuskih slikara, posebno Manea i Monea. Po povratku u Norvešku 1886. godine, Petersen je naslikao svoje najpoznatije pejzaže, Letnje veče i Nokturno (1887).
Petersen je nastavio da slika portrete poznatih Norvežana, među kojima je bio i Henrik Ibzen (1895). On je takođe napravio portret poznatog kompozitora Edvarda Griga 1893. godine. Veliki uspeh postiže 1889. godine na Svetskoj izložbi u Parizu sa Ribolovcima lososa na Nesøia, koja podseća na naturalistički stil slikarstva. slici kombinovanjem podseća i na naturalistički stil slikarstva.
Inspirisan simbolističkom i prerafaelističkom umetnošću, Petersen je naslikao seriju slika sa motivima o srednjovekovnoj francuskoj legendi, Gujamar's song (1905-1907).

## Dela
- Sandø (1894)
- Laksefiskeren (1889)
- Sandø (1899)
- Sevilosen
- Eilif Peterssen, portrait of Kalle Løchen
- Eilif Peterssen - Summer Night
- Peterssen: Judas Iscariot

## Literatura
- Kokkin, Jan (2009). Eilif Peterssen. Between Moods and Impressions. Oslo: Pax Forlag. ISBN 9788253032245.
- Hoff, Svein Olav m.fl.: Eilif Peterssen : historiemaler, realist og nyromantiker : retrospektiv utstilling (Lillehammer kunstmuseum). 2001.  978-82-91388-32-8.

## Spoljasnje veze
- Hjalmar Eilif Emanuel Peterssen на сајту Пројекат Гутенберг (језик: енглески)